# Leviathan (serie de televisión)
Leviathan  (リヴァイアサン Rivaiasan?) es una serie japonesa de animación original en red (ONA) dirigida por Christophe Ferreira y producida por Qubic Pictures y Orange.
Esta serie está basada en la novela homónima de Scott Westerfeld, se estrenó globalmente en Netflix el 10 de julio de 2025.

## Argumento
Ambientada en un mundo steampunk alternativo donde la Primera Guerra Mundial se libra con tecnología mecánica y criaturas vivientes genéticamente modificadas.
La historia sigue a Alek, un príncipe fugitivo, y a Deryn, una chica disfrazada de chico para alistarse en el ejército británico, quienes se encuentran a bordo del Leviatán, una aeronave viviente, y se embarcan en una aventura para evitar una guerra mundial. 

## Personajes
Deryn/Dylan Sharp (ディラン・シャープ Diran Shāpu?)
 Seiyū: Natsumi Fujiwara, Andrea Giese (español latino)
Aleksandar von Hohenberg (アレクサンダル・フォン・ホーエンブルク Arekusandaru fon Hōenberuku?)
 Seiyū: Ayumu Murase, Patricio Lago (español latino)
Conde Ernst Volger (ヴォルガー伯爵 Vorugā-hakushaku?)
 Seiyū: Shunsuke Sakuya, Enrique Cervantes (español latino)
Otto Klopp (クロップ Kuroppu?)
 Seiyū: Yasuhiro Mamiya, Sebastián Llapur (español latino)
Dr. Nora Barlow (ノーラ・バーロウ Nōra Bārō?)
 Seiyū: Mie Sonozaki, Luciana Falcón (español latino)
Newkirk (ニューカーク Nyūkāku?)
 Seiyū: Ivan Shibata, Alejandro Bono (español latino)
Lilit (リリット Riritto?)
 Seiyū: Fairouz Ai, Julia Bilous (español latino)
Nikola Tesla (ニコラ・テスラ Nikora Tesura?)
 Seiyū: Hiroki Touchi, Carlos Celestre (español latino)
Nene (ネネ?)
 Seiyū: Ikuko Tani, Matilde Ávila (español latino)
Hoffman (ホフマン Hofuman?)
 Seiyū: Genta Nakamura, Santiago Maurig (español latino)
Rigby (リグビー Rigubī?)
 Seiyū: Daichi Hayashi, Javier Gómez (español latino)
Matthews (マシューズ Mashūzu?)
 Seiyū: Satoshi Niwa, Gianluca Bellero (español latino)
Thomas (トーマス Tōmasu?)
 Seiyū: Naoto Kobayashi, Carlos Pinto (español latino)
Hirst (ハースト Hāsuto?)
 Seiyū: Yukitaro Namura, Pablo Gandolfo (español latino)
George Darwin (ジョージ・ダーウィン Jōji Dāwin?)
 Seiyū: Michio Hazama, Carlos Romero (español latino)
Pavel (パベル Paberu?)
 Seiyū: Takahiro Fujiwara, Javier Carbone (español latino)
Zaven (ザブン Zabun?)
 Seiyū: Naomi Kusumi, Horacio Zapata (español latino)
Sultan Mehmed V  (スルタン Surutan?)
 Seiyū: Tessyo Genda, Sergio Bermejo (español latino)

## Producción y lanzamiento
Una adaptación animación original en red de Leviatán, dirigida por Scott Westerfeld, se anunció en junio de 2024. La película está dirigida por Christophe Ferreira y producida por Qubic Pictures y Orange, con la música de Nobuko Toda y Kazuma Jinnouchi. Se lanzó un avance en septiembre de 2024. El tema de apertura es "Paths Combine", de Joe Hisaishi, y el tema de cierre, "The Sky Ahead", es interpretado por Hisaishi con Diana Garnet.
La serie se estrenó el 10 de julio de 2025 en todo el mundo en Netflix junto con sus respectivos doblajes en español latino y castellano.